# Gimnaziul de fete din Lipcani
Gimnaziul de fete este o clădire amplasată pe str. Libertății, 44 în Lipcani, raionul Briceni, Republica Moldova. Este un monument arhitectural de importanță națională inclus în Registrul monumentelor Republicii Moldova ocrotite de stat cu nr. 18 (raionul Briceni). Datează din anii 1930.